# Фридрих I фон Долендорф
Фридрих I фон Долендорф (на немски: Friedrich I von Dollendorf/Cronenberg; * пр. 1307; † 1342) от род Долендорф-Кроненберг, е рицар, господар на Долендорф (днес в Бланкенхайм), замък Кроненбург (днес в Далем, Айфел), Нойербург, Гладбах и Вилц.

## Произход и наследство
Той е син на рицар Йохан фон Долендорф-Кроненбург († 1322/1325) и съпругата му Луция фон дер Нойербург († сл. 1327), насленичка на Нойербург и Еш, дъщеря на Фридрих III фон дер Нойербург († сл. 1330) и Елизабет († сл. 1319). Внук е на Герлах II фон Долендорф († 1310) и първата му съпруга Аделхайд фон Куик-Арнсберг († сл. 1281). Брат е на Конрад фон Долендорф († сл. 1325), свещеник в Долендорф, Герлах III фон Долендорф († 1334), Готфрид фон Долендорф († сл. 1342) и на незаконната сестра Мария фон Долендорф († сл. 1365/1345), омъжена I. за Герхард фон Грайфенщайн († сл. 1317), II. пр. 1337 г. за граф Готфрид II фон Зайн-Хомбург-Фалендер († 1354).
През средата на 15 век родът на господарите фон Долендорф остава без мъжки наследник, замъкът и господството отиват чрез женитба на Готхард фон Бранденбург. След 1536 г. замъкът отива чрез женитби на графовете фон Мандершайд-Кайл до 1742 г.
Фамилията фон Кроненберг/Кроненбург е от 1327 г. линия на фамилията на господарите фон Долендорф от Бланкенхайм в Северен Рейн-Вестфалия. С внукът му Петер фон Кроненберг, който умира без мъжки наследник през 1414 г., Кроненбург става господство на графството Бланкенхайм-Мандершайд.

## Фамилия
Първи брак: с Амиé де Хой († сл. 1300). Те имат една дъщеря:
- дъщеря (* сл. 1300; † пр. 1349), омъжена за Годарт/Готфтид I фон Вилц († 15 април 1364/19 май 1366)

Втори брак: сл. 1300 г. с Матилда (Мехтилд) фон Вианден († сл. 1339), дъщеря на граф Филип II фон Вианден, господар на Гримберген († 1315/1316) и Аделхайд фон Арнсберг-Ритберг, дъщеря на граф Лудвиг фон Арнсберг († 1313) и Перонета (Петронела) фон Юлих († 1300). Те имат децата:
- Фридрих II фон Кроненберг († 1357), женен I. за Ирмгарт († 1332), II. пр. 27 октомври 1332 г. за Аниета де Хой († сл. 1360)
- Йохан фон Кроненберг-Гойщорп († 1342/1349), господар на Густорф
- Годефарт/Готфтод фон Кроненберг (* пр. 1335; † 1350/1351), рицар, господар на Вилц и Берг, женен за Ирмезинд
- Алайдис фон Кроненберг (* пр. 1320; † сл. 1344), омъжена I. за Рупрехт фон Менген, II. за Перин фон Дорсвайлер